# Witold Horwath
Witold Horwath, właśc. Witold Łagowski (ur. 7 lipca 1957 w Warszawie) – polski pisarz, scenarzysta filmowy.
Studiował polonistykę i psychologię na Uniwersytecie Warszawskim. Zadebiutował w 1990 roku zbiorem opowiadań Inna wojna. Jest członkiem Stowarzyszenia Pisarzy Polskich.

## Powieści
- Święte wilki (1992)
- Seans (1997, tłumaczona na niemiecki i niderlandzki, prawa do powieści kupili też Rosjanie, a tłumaczenie na rosyjski zyskało przychylną opinię autora)
- Ptakon (1998)
- Ultra Montana (2005)
- Wspólna chemia (2006)
- Panna Wina (2011)
- Lisica (2022)
- Dziewczyna z Konstancina (2023)
- Generał zemsty  (2024, ISBN 978-83-969277-7-4)
- Policjantka i romantyk (2024)

## Zbiory opowiadań
- Inna wojna (1990)
- Afrika Korps (1999)

## Scenariusze
Źródło: FilmPolski.pl
- Filmy fabularne
  - Ostatnia misja (współautorstwo, 1999, reż. Wojciech Wójcik)
  - Nie ma zmiłuj (współautorstwo, 2000, reż. Waldemar Krzystek)
  - Ogród Luizy (2007, reż. Maciej Wojtyszko)
- Seriale telewizyjne
  - Ekstradycja
  - Ekstradycja 2
  - Klan
  - Na Wspólnej
  - Egzamin z życia
  - Wydział zabójstw